# Manma
Manma è un centro abitato del Nepal capoluogo del distretto di Kalikot (Provincia del Karnali Pradesh).
Fino alla riforma amministrativa del 2015 (attuata nel 2017) era un comitato per lo sviluppo dei villaggi (VDC). 
La città si trova arroccata sulla cima di una montagna a circa 2.000 m s.l.m. presso la confluenza del fiume Tila nel Karnali. Praticamente nella zona non ci sono strade, ma solo piste di montagna ed il mezzo principale utilizzato per gli spostamenti è l'elicottero anche se a volte le condizioni meteorologiche non ne consentono l'uso per vari giorni. 
Circa 200 metri a valle della città si trova un ospedale gestito dal 2005 da personale di MSF.